# Liste der Monuments historiques in Val-d’Ornain
Die Liste der Monuments historiques in Val-d’Ornain führt die Monuments historiques in der französischen Gemeinde Val-d’Ornain auf.

## Liste der Immobilien
| Bezeichnung                         | Beschreibung | Standort                                 | Kennzeichnung | Schutzstatus | Datum | Bild           |
| ----------------------------------- | --- | ---------------------------------------- | ------------- | ------------ | ----- | -------------- |
| Herrenhaus                          | gegen Ende des 15. Jahrhunderts erbaut; nach der Französischen Revolution in Bauernhof umgewandelt und stark umgebaut | Varney, 3 rue des Fermes (Lage)          | PA55000011    | Inscrit      | 1997  |                |
| Jagdhaus des Bankiers Varin-Bernier | 1894 erbaut, Architekt Jules Renard; mit Pferdestall, Hundezwinger und Zugangsallee                                   | Bussy-la-Côte, nördlich des Ortes (Lage) | PA55000036    | Inscrit      | 2003  |                |
| Kirche St-Nicolas                   | ab dem 12. Jahrhundert                                                                                                | Mussey, rue de l’Église de Mussey (Lage) | PA00106593    | Inscrit      | 1994  | weitere Bilder |

## Liste der Objekte
| Bezeichnung                      | Beschreibung | Standort                                     | Kennzeichnung | Schutzstatus | Datum | Bild |
| -------------------------------- | --- | -------------------------------------------- | ------------- | ------------ | ----- | ---- |
| Zelebrantenstuhl und zwei Hocker | Holz, bemalt, zweite Hälfte des 18. Jahrhunderts                                                                                   | Bussy-la-Côte, in der Kirche St-André (Lage) | PM55001664    | Inscrit      | 1996  |      |
| Zwei Seitenaltäre                | jeweils Altartisch und Tabernakel; Holz, um 1700                                                                                   | Bussy-la-Côte, in der Kirche St-André (Lage) | PM55001665    | Inscrit      | 1996  |      |
| Hauptaltar                       | Altartisch, Altaraufbau und Tabernakel; Holz, farbig gefasst und vergoldet, um 1700; aus der Zisterzienserinnenabtei Sainte-Hoïlde | Bussy-la-Côte, in der Kirche St-André (Lage) | PM55000633    | Classé       | 1980  |      |
| Skulptur Mariä Verkündigung      | Holz, farbig gefasst, 15. Jahrhundert                                                                                              | Mussey, in der Kirche St-Nicolas (Lage)      | PM55000632    | Classé       | 1969  |      |